# Carinhanha
Carinhanha é um município brasileiro localizado no oeste do estado da Bahia, às margens do Rio São Francisco, próximo da divisa com Minas Gerais.

## Geografia

### Clima
Carinhanha sofre influência da massa Equatorial Continental (Ec) no sentido leste para oeste, variando de 700 mm (Calha do Rio São Francisco) a 1.600mm na fronteira ocidental.[carece de fontes?] Possui uma distribuição desigual durante o ano, pois seu período de chuva se concentra entre novembro e março, com índice pluviométrico anual de cerca de 750 milímetros (mm). Os meses de junho a agosto são secos, podendo o índice chegar a zero. O risco de seca é de médio a alto. O efeito de continentalidade determina a maior amplitude térmica média anual do estado da Bahia.
Segundo dados do Instituto Nacional de Meteorologia (INMET), desde 1977 a menor temperatura registrada em Carinhanha foi de 7 °C em 14 de julho de 1979, e a maior atingiu 41,1 °C nos dias 20 de outubro de 1987 e 14 de novembro de 2015. A temperatura também superou a marca dos 40 °C nos dias  14 de novembro de 2015 (41,1 °C), 13 de novembro de 2015 (40,7 °C), 4 de novembro de 2008 (40,4 °C), 6 de novembro de 2015 (40,4 °C), 15 de outubro de 2017 (40,4 °C), 31 de outubro de 2008 (40,2 °C), 26 de setembro de 2015 (40,2 °C), 25 de setembro de 2015 (40,1 °C) e 5 de novembro de 2008 (40 °C).
O maior acumulado de precipitação em 24 horas foi de 130,5 milímetros (mm) em 3 de dezembro de 1985. Outros grandes acumulados iguais ou superiores a 100 mm foram: 126,7 mm em 9 de março de 2020, 119,9 mm em 16 de novembro de 1998, 115,9 mm em 9 de novembro de 2011, 101,5 mm em 16 de janeiro de 2002, 101,3 mm em 20 de novembro de 2016 e 100,2 mm em 25 de novembro de 2011. Janeiro de 2016, com 625,1 mm, foi o mês de maior precipitação, superando o antigo recorde de 427,1 mm em fevereiro de 2007.
| Dados climatológicos para Carinhanha                                                                                                | Dados climatológicos para Carinhanha | Dados climatológicos para Carinhanha | Dados climatológicos para Carinhanha | Dados climatológicos para Carinhanha | Dados climatológicos para Carinhanha | Dados climatológicos para Carinhanha | Dados climatológicos para Carinhanha | Dados climatológicos para Carinhanha | Dados climatológicos para Carinhanha | Dados climatológicos para Carinhanha | Dados climatológicos para Carinhanha | Dados climatológicos para Carinhanha | Dados climatológicos para Carinhanha |
| Mês | Jan                                  | Fev                                  | Mar                                  | Abr                                  | Mai                                  | Jun                                  | Jul                                  | Ago                                  | Set                                  | Out                                  | Nov                                  | Dez                                  | Ano                                  |
| --- | ------------------------------------ | ------------------------------------ | ------------------------------------ | ------------------------------------ | ------------------------------------ | ------------------------------------ | ------------------------------------ | ------------------------------------ | ------------------------------------ | ------------------------------------ | ------------------------------------ | ------------------------------------ | ------------------------------------ |
| Temperatura máxima recorde (°C) | 39,3                                 | 38,9                                 | 38,4                                 | 38,4                                 | 37,2                                 | 36,9                                 | 36,1                                 | 37,6                                 | 40,2                                 | 41,1                                 | 41,1                                 | 39,8                                 | 41,1                                 |
| Temperatura máxima média (°C) | 32                                   | 32,9                                 | 32,1                                 | 32,4                                 | 32,2                                 | 31,1                                 | 30,9                                 | 32,1                                 | 33,0                                 | 34,7                                 | 32,6                                 | 31,6                                 | 32,4                                 |
| Temperatura média compensada (°C)                                                                                                   | 26,1                                 | 26,5                                 | 26                                   | 26                                   | 25                                   | 23,3                                 | 23,2                                 | 24,5                                 | 26,5                                 | 27,9                                 | 26,6                                 | 25,8                                 | 25,6                                 |
| Temperatura mínima média (°C) | 21                                   | 21,1                                 | 20,9                                 | 20,4                                 | 18,1                                 | 16                                   | 15,8                                 | 17,1                                 | 19,4                                 | 21,4                                 | 21,6                                 | 21,3                                 | 19,5                                 |
| Temperatura mínima recorde (°C) | 16,2                                 | 17                                   | 16,4                                 | 15,2                                 | 10,9                                 | 10,2                                 | 7                                    | 9                                    | 10,9                                 | 10,7                                 | 14,9                                 | 16,3                                 | 7                                    |
| Precipitação (mm) | 101,8                                | 105,2                                | 119,5                                | 42,2                                 | 5                                    | 2,1                                  | 0,4                                  | 0,2                                  | 9,5                                  | 35,3                                 | 145,3                                | 191,1                                | 757,6                                |
| Dias com precipitação (≥ 1 mm) | 8                                    | 6                                    | 8                                    | 4                                    | 1                                    | 0                                    | 0                                    | 0                                    | 1                                    | 4                                    | 9                                    | 11                                   | 52                                   |
| Umidade relativa compensada (%) | 66,8                                 | 64,1                                 | 67,6                                 | 61,9                                 | 55,1                                 | 52,7                                 | 49,9                                 | 45,1                                 | 44,1                                 | 45,9                                 | 61,9                                 | 68,6                                 | 57                                   |
| Insolação (h) | 253,9                                | 238,5                                | 248,1                                | 258,4                                | 278,9                                | 275,9                                | 291,7                                | 308,9                                | 281,9                                | 260,7                                | 201,2                                | 211,3                                | 3 109,4                              |
| Fonte: Instituto Nacional de Meteorologia (INMET) (normal climatológica de 1981-2010; recordes de temperatura: 01/01/1977-presente) |                                      |                                      |                                      |                                      |                                      |                                      |                                      |                                      |                                      |                                      |                                      |                                      |                                      |